# Agrolândia (kommun)
Agrolândia är en kommun i Brasilien.   Den ligger i delstaten Santa Catarina, i den södra delen av landet, 1 300 km söder om huvudstaden Brasília. Antalet invånare är 9 328.
Följande samhällen finns i Agrolândia:
- Agrolândia

I omgivningarna runt Agrolândia växer i huvudsak städsegrön lövskog. Runt Agrolândia är det glesbefolkat, med 19 invånare per kvadratkilometer.